# KTX
 Der er for få eller ingen kildehenvisninger i denne artikel, hvilket er et problem. Du kan hjælpe ved at angive troværdige kilder til de påstande, som fremføres i artiklen.

Korea Train eXpress (KTX), er Sydkoreas system for højhastighedstog. Det forbinder storbyerne, Seoul, Busan og Mokpo. Togets teknologi er baseret på det franske TGV system og kan opnå en tophastighed på 350 km/t.
Efter tolv års byggeri blev Gyeongbu Line (der forbinder Seoul med Busan via Daejeon og Daegu) og Honam Line (Yongsan til Gwangju og Mokpo) åbnet den 31. marts 2004.
Endnu bliver højhastighedsskinnerne kun brugt på noget af distancen. Men en udbygning af systemet forventes færdig i 2010.
- Wikimedia Commons har flere filer relateret til KTX

| Jernbane | Spire Denne jernbaneartikel er en spire som bør udbygges. Du er velkommen til at hjælpe Wikipedia ved at udvide den. |